# Cuong Vu
 (avril 2020).
Si vous disposez d'ouvrages ou d'articles de référence ou si vous connaissez des sites web de qualité traitant du thème abordé ici, merci de compléter l'article en donnant les références utiles à sa vérifiabilité et en les liant à la section « Notes et références ».
 (avril 2020).
Cuong Vu est un trompettiste de jazz américain né à Saïgon (Vietnam) le 9 septembre 1969.

## Biographie
Cuong Vu naît à Saïgon en 1969. Il a six ans quand famille s'installe dans la région de Seattle aux États-Unis. À 11 ans, il commence à apprendre la trompette. Il poursuit des études musicales au « New England Conservatory ». Il est fortement influencé par un de ses professeurs le saxophoniste Joe Maneri.
Musicien « free lance » à New York, il enregistre et/ou se produit en sideman dans de multiples formations (avec David Bowie, Laurie Anderson, Mitchell Froom, Cibo Matto, Chris Speed (en), Dave Douglas, Gerry Hemingway (en), Myra Melford, Dougie Bowne, Laurent Brondel, Holly Palmer, …) et dirige ses propres groupes (« jackhouse », « Scratcher », « Vu-Tet »)
Musicien éclectique, influencé à la fois par le jazz, la musique contemporaine et le rock, il est difficilement « classable ». Il exploite souvent les possibilités des effets électroniques appliqués à la trompette, travaille sur la microtonalité et les techniques expérimentales, mais est aussi à l'aise dans des contextes jazz plus « convenus ».
En 2002, il est engagé dans le Pat Metheny Group comme trompettiste, mais aussi comme chanteur et percussionniste, pour l'album et la tournée « Speaking of now ». Par la suite, Pat Metheny a fait régulièrement appel à ses services pour de nombreux concerts du Pat Metheny Group ou de ses autres projets.